# Gambito Halloween
|       |       |       |       |       |       |       |       |       |  |
|       | a8 rd | b8 __ | c8 bd | d8 qd | e8 kd | f8 bd | g8 __ | h8 rd |  |
| a7 pd | b7 pd | c7 pd | d7 pd | e7 __ | f7 pd | g7 pd | h7 pd |       |  |
| a6 __ | b6 __ | c6 nd | d6 __ | e6 __ | f6 nd | g6 __ | h6 __ |       |  |
| a5 __ | b5 __ | c5 __ | d5 __ | e5 nl | f5 __ | g5 __ | h5 __ |       |  |
| a4 __ | b4 __ | c4 __ | d4 __ | e4 pl | f4 __ | g4 __ | h4 __ |       |  |
| a3 __ | b3 __ | c3 nl | d3 __ | e3 __ | f3 __ | g3 __ | h3 __ |       |  |
| a2 pl | b2 pl | c2 pl | d2 pl | e2    | f2 pl | g2 pl | h2 pl |       |  |
| a1 rl | b1 __ | c1 bl | d1 ql | e1 kl | f1 bl | g1 __ | h1 rl |       |  |
|       |       |       |       |       |       |       |       |       |  |

El Gambito Halloween, Ataque Halloween, también conocido como Gambito de Müller-Schulze (Gambito Schultze-Müller) o de Leipzig en el idioma germano es una apertura de ajedrez.
Se da en una variante extravagante de los cuatro caballos, (1. e4 e5 2. Cf3 Cc6 3. Cc3 Cf6 4. Cxe5), sacrificando así una pieza menor, en este caso el caballo. Siendo este uno de los gambitos más agresivo y peligrosos que existen sobre todo si no hay preparación de dicha apertura, aunque puede ser útil contra jugadores de menos nivel con el propósito de dificultar la partida lo máximo posible. A cambio del caballo sacrificado, el blanco obtiene un peón y el control de las columnas d y e sobre el centro impidiendo un desarrollo rápido del negro. 
La manera correcta de enfrentarse al Halloween es aceptar el sacrificio con Cxe5, a lo cual para sacar compensación el blanco va a tener que jugar d4. Es en este momento donde surgen dos variantes con negras (caballo a c6 o a g6).
- Si Cg6;(e5,Cg8). El blanco de momento domina las columnas cruciales d y e respectivamente, una jugada de la que se podría intentar buscar compensación para el bando blanco sería (Ac4), que a su vez saca jugo con el enroque e intenta incorporar la torre por la columna e.
Quizás ahora una muy buena jugada para el negro fuese d6, que obliga al blanco a tomar varias decisiones mientras que el negro intenta contrarrestar el apogeo de peones centrales y minimizar un poco el desarrollo blanco intentando que este lo difiera. La mejor jugada en esta posición sería un enroque en corto por parte del jugador que gambita, esto se puede deber a que le interese mantener la tensión central en el supuesto caso o no, de que el negro hiciese cambios de peones casi con toda probabilidad en la columna e. Aunque también es posible que el negro decidiese devolver el material en la columna 'e' con el caballo de g6 x e5 que seguramente no vaya a ser el caso puesto que de momento no hay obligación de devolver la pieza menor dado que la posición no está comprometida en absoluto. Si ahora después del enroque corto de las blancas se realizase la jugada (dxe5), podría continuar... (Torre e1 clavando el peón, a cambio el negro tendría múltiples opciones de desarrollo como, por ejemplo; Ae7,Ad6,Ab4, o quizás jugadas menos exploradas como Ad7 o Ae6 con la intención de llegar a una estructura de peones doblados y pequeñas debilidades, aunque perfectamente jugable por parte del bando negro).
Ahora bien, también en esta posición las negras pueden manejar otras piezas, entre ellas (c5, en apariencia muy sólida jugada, que intenta crear un centro que va a ser casi irrefutable en la práctica magistral. Ahora se giran las tornas, prácticamente los peones son inexpugnables. Cf6 podría ser otra opción.          
Eligiendo la variante principal de caballo a c6, sigue e5, Cg8, Ac4 con innumerables opciones para el conductor de las regidas piezas negras. Tomemos como concepto que nos decantamos por la jugada natural caballo a5 que está tocando el alfil de c4, la idea es sencilla, comer el alfil para obtener más ventaja dado que le interesa cambiar el máximo número de piezas como sea posible e incrementar más su ventaja aún mientras que resta desarrollo blanco lo que iba a ser una de las compensaciones en las que el bando que gambita confía. El blanco puede efectuar la jugada profiláctica Ab3,Cxb3,axb3.La columna a está semiabierta. Ahora sigue habiendo varias opciones para el negro. Suponiendo que el negro sigue el mismo plan con Ab4,0-0,Axc3,bxc3, no se puede decir que el blanco esté igual que el otro bando, cierto es que hay compensación y no mucha. Las blancas tienen ventaja de espacio, su monarca bajo seguridad, un buen alfil dominando diagonales importantes, dominación central de peones, es decir que no estaría mal, pero va a tener que demostrar mucho.